# Mizar Ferrando
| 542926 Manteca        | 4 agosto 2007   |
| 551233 Miguelanton    | 23 agosto 2006  |
| 552888 Felixrodriguez | 5 novembre 2010 |

Mizar Ferrando (...) è un astronomo amatoriale spagnolo.
Il Minor Planet Center gli accredita le scoperte di trentacinque asteroidi, effettuate tra il 2005 e il 2011, tutti in collaborazione con  il padre Rafael Ferrando.